# Valle de Yumurí
Valle de Yumurí är en dal i Kuba.   Den ligger i provinsen Matanzas, i den nordvästra delen av landet, 80 km öster om huvudstaden Havanna.